# Kilian Reinhardt
Kilian Reinhardt (1653/1654 - Wenen, 25 maart 1729) was werkzaam bij de hofkapel van het keizerlijke hof in Wenen. Hij vervulde diverse ondersteunende functies, waarbij hij uiteindelijk van grote invloed was op de organisatie en het repertoire van de kapel. Voor zover bekend heeft hij nooit gewerkt als professioneel musicus.

## Levensloop
Het is onbekend waar Reinhardt is geboren en welke opleiding hij heeft gevolgd. In 1674 dook hij op in Wenen en waarschijnlijk in 1676 of 1677 trad hij in dienst bij het keizerlijk hof. Hij kreeg daar in 1683 een aanstelling als bibliothecaris en kopiist van de hofkapel. Het is aannemelijk dat hij reeds eerder voor het hof werkzaamheden als kopiist verrichtte, maar dan zonder een officiële aanstelling voor dit werk. 
Vanaf 1686 werd hij verantwoordelijk voor het regelen van de partituren voor de hofkapel. Tevens regelde hij de dienstindeling van de musici en waarschijnlijk bepaalde hij ook de muziekkeuze. 

### Functietitel
Reinhardt voelde zich onvoldoende gewaardeerd: de musici van de hofkapel behandelden hem te veel als een bediende. Daarom verzocht hij keizer Leopold I om hem een officiële titel toe te kennen. Die kreeg hij in 1699: Kayserlicher Musicus. In 1701 noemde Reinhardt zichzelf Concert-Director en vanaf 1712 ondertekende hij documenten met de titel kaiserlicher musikalischer Konzertmeister. Hoewel de benamingen Musicus en Konzertmeister normaal gesproken wijzen op actieve deelname aan muziekuitvoeringen, zal daar geen sprake van zijn geweest: Reinhardt lijkt nooit als uitvoerend musicus te hebben gewerkt. In zijn functie regelde hij alleen de organisatorische kant van de hofkapel.
In 1712 vroeg de zojuist gekroonde keizer Karel VI aan Reinhardt om deel te nemen aan de commissie die de hofkapel moest reorganiseren. De kennis en ervaring van Reinhardt werden dus wel degelijk op waarde geschat.

### Verhandeling
Reinhardt schreef in 1727 de verhandeling Rubriche generali per le funzioni ecclesiastiche musicali di tutto l’anno, con un appendice in fine dell’essenziale ad uso, e servizio dell’Augustissima Imperiale Capella. Hierin geeft hij uitleg over de manier waarop de hofkapel te werk ging, waaronder de inzet op zon- en feestdagen, het soort muziek dat op deze dagen moest worden gespeeld, en de algehele uitvoeringspraktijk. Voor de bestudering van de religieuze inzet van hofmuziek rond 1700 is zijn verhandeling dan ook van grote waarde. 

### Persoonlijk leven
Reinhardt trouwde twee maal en kreeg twee zonen:
- Joseph Franz (1685-1717): hij zou als volwassene werkzaam zijn als violist bij de Weense hofkapel.
- Karl Mathias (1711-1767): halfbroer van Joseph Franz. Hij kreeg in 1739 een aanstelling als organist aan het Weense hof.

In 1725 was Reinhardt betrokken bij de Bruderschaft der Tonkünstler unter dem Schutze der heiligen Cäcilia bei St. Stephan. Hij was hier controleur van de rekeningen.
In 1728 kreeg Reinhardt een pensioen toegekend door hofcomponist Johann Joseph Fux.
- Virtual International Authority File: 2307174413968708700005